# Alphonse Vermeylen
Pour les articles homonymes, voir Vermeylen.
Alphonse Vermeylen, né à Borgerhout le 13 juillet 1882 et mort à Anvers, le 11 février 1939, est un peintre belge.
Son champ pictural couvre essentiellement les paysages, les marines, les scènes de genre, les portraits et les natures mortes. Il expose au Salon de Bruxelles de 1914. Ses œuvres sont notamment conservées au Musée royal des Beaux-Arts d'Anvers et au Museum of Barnstaple and North Devon.

## Biographie

### Famille
Alphonse (Alphonsus Joannes Maria Cornelius) Vermeylen, né rue des Boulangers no 56 à Borgerhout le 13 juillet 1882, est le fils d'Henricus Joannes Baptista Vermeylen (1854), clerc, et de Joanna Helena Francisca Sanders (1847), tous deux nés à Borgerhout, où ils se sont mariés le 10 septembre 1877,.

### Formation
Alphonse Vermeylen est étudiant à l'Académie royale des beaux-arts d'Anvers, où il bénéficie de l'enseignement du peintre Charles Mertens.

### Carrière
Après avoir exposé au Salon d'Anvers de 1911, Alphonse Vermeylen envoie trois toiles et deux dessins au Salon de Bruxelles de 1914. Au cours de la Première guerre mondiale, il se réfugie en Grande-Bretagne, et peint à  Barnstaple, dans le North Devon, puis en 1915, il réside à Dordrecht, où il travaille comme artiste.
Le 11 février 1939, Alphonse Vermeylen meurt à l'âge de 56 ans à Anvers. Il est inhumé au cimetière du Schoonselhof.

## Œuvre

### Caractéristiques
Son champ pictural, de facture impressionniste, couvre essentiellement les paysages, les marines, les scènes de genre, les portraits et les natures mortes. Son talent oscille entre Émile Claus et Auguste Oleffe,.
En 1934, tandis qu'Alphonse Vermeylen expose au cercle Als ik Kan, la critique du quotidien De Schelde écrit que l'artiste peint en Campine et au bord de la mer. Il s'intéresse également à la figure humaine souvent représentée dans un jardin ou un paysage. Ses harmonies de couleurs sont réussies. Sa facture suggère davantage qu'elle ne détaille. Sa structure et sa composition lumineuse méritent d'être saluées.

### Expositions
- Salon d'Anvers de 1911 : La Brodeuse.
- Salon de printemps à Bruxelles en 1913[8].
- Salon de Bruxelles de 1914 : Liseuse, À la campagne et La Servante (peintures) ; Marché et Contre-jour (dessins)[4].
- Salon de Gand (XLI) de 1922.
- Salon d'Anvers de 1923.
- Salle Breckpot à Anvers en octobre 1927 : exposition personnelle : La Servante, Printemps, Dans la forêt, En promenade, Dans la forêt de pins, La Lectrice, Au clavier, À l'intérieur, Pêcheur à la ligne, À Nieuport, Temps gris, Paysage (Westerloo) et Sur le sable[9].
- Salon des artistes belges au palais municipal de Luxembourg en avril 1928.
- Exposition personnelle au cercle artistique d'Anvers en décembre 1930 : Au balcon, Paysage, Pont sur le canal, Été, Nature morte, Fleurs, …[7].
- Exposition des arts décoratifs modernes à Anvers en avril 1932.
- Exposition personnelle au cercle artistique de Mortsel en juin 1932.
- Cercle artistique d'Anvers en mars et avril 1933.
- Salon de la Société belge des peintres de la mer du 10 au 25 février 1934 : Vue d'Ostende.
- Cercle Als ik Kan à Anvers en mars 1934 : Été[6].

### Collections muséales
- Musée royal des Beaux-Arts d'Anvers[10] : 
  - Le Balcon(s.d.), huile sur toile, format 98,7 × 98,7 cm, inventaire no 2387 ;
  - Entrée du port à Zeebrugge(s.d.), huile sur toile, format 69 × 89 cm, inventaire no 2467.
- Museum of Barnstaple and North Devon : Vue de Barnstaple[5].